# Чапарян, Артур Гамлетович
Арту́р Га́млетович Чапаря́н (род. 29 ноября 1993, Армения) — армянский стендап-комик и сооснователь стримингового сервиса для комиков «SpecialsComedy».

## Биография
Родился 29 ноября 1993 года в Армении, ещё в детстве с семьёй переехал в Москву.
Учился в музыкальной школе и колледже при консерватории.
После окончания школы поступил в ВШЭ, но отчислился спустя три месяца.
Комедией начал заниматься в 2012 году. В 2015 году выступил на StandUp шоу «Открытый микрофон» на телеканале ТНТ. В том же году комик стал резидентом «Stand-Up Club #1» и вместе с Идраком Мирзализаде запустил на YouTube-канале клуба шоу «ВечерВечер», но вскоре покинул его.
В 2017 году создал Telegram-канал «Бывшая», в котором публиковал выдуманные сообщения от якобы бывшей девушки. В июле того же года канал стал самым просматриваемым в Telegram. В августе Чапарян продал канал за 1,2 миллиона рублей.
В 2019 году стал участником первого состава шоу «Что было дальше?», но покинул шоу спустя сезон.
В конце января 2022 года выпустил свой дебютный концерт «199». Для выпуска сольника Чапарян создал первый стриминговый сервис в России по продаже сольных концертов стендап-комиков. За первый год концерт на платформе посмотрели по меньшей мере 47 000 человек.
Является владельцем стритфуд кафе «Babka» на Патриарших прудах, основное блюдо которого — котлета по-киевски.
В 2024 году был номинантом в рейтинге «30 до 30» в номинации «Новые медия» от журнала Forbes.